# Ter Apel
Ter Apel – miasto w Holandii, w gminie Vlagtwedde (prowincja Groningen), położone ok. 155 km na północny wschód od Amsterdamu. Populacja: 8.870 (2007).
Przez Ter Apel przebiegają drogi krajowe N366, N976 oraz N391.